# (22783) Teng
(22783) Teng est un astéroïde de la ceinture principale.

## Description
(22783) Teng est un astéroïde de la ceinture principale. Il fut découvert le 11 avril 1999 à la station Anderson Mesa par le programme LONEOS. Il présente une orbite caractérisée par un demi-grand axe de 2,58 UA, une excentricité de 0,21 et une inclinaison de 3,7° par rapport à l'écliptique.

## Compléments